# Čtenářská gramotnost
Čtenářská gramotnost je schopnost porozumět psanému textu, používat psaný text a přemýšlení o něm za účelem dosažení cílů jedince, rozvoje jeho vědomostí a potenciálu a schopností aktivně se účastnit života společnosti. Přesná definice čtenářské gramotnosti se často měnila, vždy však šlo o definici schopnosti vyšší než je pouhá základní gramotnost, tedy schopnost převést písemný zápis jazyka do mluveného projevu. Čtenářská (užívá se také literární, textová, dokumentová) gramotnost je součástí funkční gramotnosti (jinde zvané informační gramotnost).

## Aspekty čtenářské gramotnosti
Čtenářská gramotnost se dá rozdělit do  několika aspektů, ve smyslu jednotlivých schopností čtenáře a předpokladů získání této dovednosti:
- Vztah ke čtení – kdy mezi potěšením z četby a čtenářskou gramotností je přímá úměra;
- Doslovné porozumění – dovednost dekódovat psaný text a na základě vlastních zkušeností budovat doslovné pochopení psaného textu;
- Vysuzování – čtenářsky gramotný člověk musí být schopen z různých hledisek kriticky hodnotit čtený text a sledovat plynule záměr autora. Musí být schopen vyvodit závěry;
- Metakognice – dovednost a návyk seberegulace, tj. dovednost reflektovat záměr vlastního čtení. Na základě druhu a obtížnosti textu zvolit strategie čtení vedoucí ke zlepšení pochopení čteného textu;
- Sdílení – čtenářsky gramotný člověk je schopen sdílet vlastní zážitky s dalšími čtenáři, všímá si shod a nesrovnalostí a přemýšlí o nich;
- Aplikace – využívá četbu k vlastnímu rozvoji a zúročuje ji v běžném životě.[1]

## Postupy získávání čtenářské gramotnosti
Čtenářská gramotnost z hlediska postupů získává pomocí:
- Obecného porozumění – čtenář o textu uvažuje jako o celku, má za úkol vystihnout hlavní myšlenku textu, vysvětlit jeho účel.
- Získávání informací – čtenář vyhledává v textu požadovanou informaci.
- Vytvoření interpretace – čtenář zobecňuje své prvotní dojmy a zpracovává informace logickým způsobem.
- Posouzení obsahu textu – čtenář porovnává informace nacházející se v textu s informacemi z jiných zdrojů a umí obhájit vlastní názor.
- Posouzení formy textu – čtenář hodnotí kvalitu napsaného textu, posuzuje stavbu textu, žánr či jazyk autora.
- Metakognice – dovednost a návyk seberegulace, sledovat a vyhodnocovat vlastní porozumění textu.[2]

## Obrazová gramotnost jako paralela čtenářské gramotnosti
Obrazová gramotnost je schopnost porozumět vizuálnímu zobrazení. Vyšším typem obrazové gramotnosti je schopnost porozumět sekundárnímu významu vizuálního sdělení. K obrazové gramotnosti například pomáhají návštěvníky vychovávat edukační pracovníci muzeí umění. Rozvoj vyšší obrazové gramotnosti a čtenářské gramotnosti se u jedince vzájemně podporují, proto je výhodné spojit školní výuku čtenářské gramotnosti s výukou obrazové gramotnosti v muzeích umění.